# Panini (Unternehmen)
Die Panini S.p.A. ist eine international tätige italienische Unternehmensgruppe, die hauptsächlich im Druck- und Verlagswesen tätig ist.
Das in Modena ansässige Unternehmen ist besonders für seine Sammelalben und die dazugehörigen Aufkleber bekannt. Darüber hinaus ist die Unternehmensgruppe in weiteren fünf Bereichen tätig, diese umfassen Verlagswesen, Vertrieb, Lizenzrechthandel, Panini Digital sowie neue Medien.
Die Panini-Gruppe ist in mehr als 150 Ländern tätig und außerhalb Italiens auch in Brasilien, Chile, Deutschland, Frankreich, Großbritannien, Mexiko, Niederlanden, Russland, Schweiz, Spanien, Türkei und in den USA mit eigenen Tochtergesellschaften vertreten. Die Panini S.p.A. erzielte 2021 mit mehr als 1200 Mitarbeitern einen Umsatz von 1,3 Milliarden Euro.

## Geschichte des Unternehmens
Das heutige Unternehmen wurde 1961 gegründet. Seine Wurzeln reichen jedoch bis 1945, als Veronica Panini in der Altstadt von Modena einen Zeitungsstand kaufte, den zunächst ihre Mutter Olga mit den Söhnen Benito und Giuseppe betrieb. 1954 wurde unter dem Namen Agenzia Distribuzione Giornali Fratelli Panini ein Zeitungsvertrieb gegründet.
1961 gaben die Brüder Panini, denen sich 1963 auch Umberto und Franco Cosimo Panini anschlossen, nach anfänglichen Misserfolgen mit Blumenbilder-Sammelalben das erste Sammelalbum mit 90 Aufklebebildern italienischer Fußballmannschaften heraus. Zunächst wurden die Päckchen mit den Sammelbildern in Hand- bzw. Heimarbeit produziert, zum Mischen der Bilder wurde ein Butterfass benutzt.
In den 1970er Jahren erfand Umberto Panini eine automatische Verpackungsmaschine namens Fifimatic, die sicherstellt, dass in einem Päckchen keine Dubletten vorkommen.
In der Folge wurde das Geschäft international ausgebaut, unter anderem mit dem Vertrieb in Deutschland ab 1974. Bis 1988 wurde das Unternehmen als Familienbetrieb geführt, ehe es an die Maxwell-Gruppe verkauft wurde. Diese wechselte das Management aus und setzte weitere Änderungen durch, die sich jedoch aufgrund unterschiedlicher Unternehmenskulturen negativ auf das Geschäft auswirkten.
1992 ging das in der Zwischenzeit in finanzielle Schwierigkeiten geratene Unternehmen mit der Übernahme durch die Investmentgesellschaft Bain Gallo Cuneo und die De Agostini-Gruppe wieder in italienischen Besitz über. Unter den neuen Eigentümern wurde das von Maxwell eingesetzte Management ausgewechselt und das Unternehmen wieder auf seinen ursprünglichen Kurs gebracht. Nach Abschluss einer zweijährigen Sanierungsphase wurde Panini an die US-amerikanische Marvel Entertainment Group verkauft. Diese setzte den von Bain Gallo Cuneo und De Agostini eingeschlagenen Kurs fort und gründete mit Marvel Italia (seit 2001 Panini Comics) auch einen Comicverlag, der in die Panini-Gruppe eingebunden wurde.
1999 ging das Unternehmen an die vom Industriellen Vittorio Merloni (Indesit) kontrollierte Fineldo SpA und damit wieder in italienischen Besitz über. Geleitet wird Panini seither von Aldo Hugo Sallustro, der einen bedeutenden Minderheitsanteil hält.
Im Mai 2006 ging Panini eine Partnerschaft mit The Coca-Cola Company und Tokenzone ein, um das erste virtuelle Stickeralbum für die FIFA Fußball-Weltmeisterschaft 2006 zu produzieren.

## Sammelalben, Aufkleber, Sammelkarten

### Geschichte der Sammelbilder
Das erste Panini-Sammelalbum wurde 1961 herausgegeben und hatte italienische Fußballmannschaften und -spieler der italienischen Fußballmeisterschaft 1961/1962 zum Inhalt. Zwar wurde später das Angebot auf andere Bereiche wie zum Beispiel Anfang der 1980er Jahre mit Captain Future auf Animefiguren erweitert, doch bildete Fußball lange Zeit das eigentliche Hauptthema bei den Sammelalben. Auf internationaler Ebene wurden anfänglich hauptsächlich Sammelalben zu Fußball-Weltmeisterschaften vertrieben, erstmals bei der Fußball-Weltmeisterschaft 1970 in Mexiko. Die Stickerkollektion zur Weltmeisterschaft 1978 in Argentinien war die erste offiziell in Deutschland erhältliche.
Während der WM 2006 wurden allein in Deutschland 800 Millionen Aufkleber verkauft. 1979 gab Panini in Kooperation mit dem Bergmann Verlag das erste Sammelalbum der Fußball-Bundesliga heraus. Seit der Fußball-Europameisterschaft 1980 in Italien gibt Panini auch bei jeder Fußball-Europameisterschaft Sammelalben heraus. Das erste in Deutschland offiziell erhältliche Panini-EM-Sammelalbum war das zur Fußball-Europameisterschaft 1984 in Frankreich. Das Sammelalbum zur Fußball-WM 2018 ist mit 682 Bildern à 18 Cent das bisher größte und teuerste Fußball-Sammelalbum, das Panini herausgebracht hat.
Die seit 1980 bestehende Exklusiv-Partnerschaft mit dem europäischen Fußballverband UEFA endete vorerst 2022. Nach etwa 42 Jahren übernahm das US-amerikanische Unternehmen Topps die Herstellung und den Vertrieb exklusiver Sammelaufkleber, -karten und anderer Sammelsouveniers für die Europameisterschaften 2024 und 2028.
Neben Sammelalben in den Bereichen Sport und Entertainment (Walt-Disney-Themen, Harry Potter bspw.) mit den dazugehörigen Aufklebern gibt Panini auch Sammelkarten zu verschiedenen Sportarten sowie Anime- und Comicfiguren heraus. 2019 gab Panini erstmals ein Sammelalbum anlässlich der Tour de France heraus, nachdem es schon 2017 anlässlich des 100. Giro d’Italia einen Band im Bereich Radsport gegeben hatte.

### Stochastische Untersuchung zu Panini-Sammelbilderalben
Die Panini-Sammelbilderalben sind im mathematischen Sinn klassische Sammelbilderalben, deren mathematische Untersuchung als Sammelbilderproblem bezeichnet wird. Mit den Ergebnissen kann erklärt werden, warum ein Vielfaches an Sammelbildern gekauft werden muss, um das Sammelalbum zu füllen. Dabei werden auch optimierte Strategien entwickelt, wie ein Sammelalbum möglichst kostengünstig unter Berücksichtigung von Effekten wie Tauschen oder Nachkaufen von Bildern gefüllt werden kann.
In den Medien und Online-Foren wird häufig behauptet, dass die Sammelbilder nicht gleich häufig in den Päckchen vorkommen oder dass es zu viele Doppelte gäbe. Ein Journalist von Spiegel online untersuchte die Aufkleber-Sonderedition zur Fußball-Weltmeisterschaft 2014 zusammen mit der Website stickermanager.com auf die Behauptung des Konzernes, jeder der insgesamt 640 verschiedenen Aufkleber werde in gleicher Auflage gedruckt und entsprechend mit gleicher Wahrscheinlichkeit beim Konsumenten ankommen. Durch die Betrachtung des aufbereiteten Datenbestandes von 8,33 Millionen Einträgen kam der Statistiker Christian Hesse zu dem Ergebnis: „Die gravierenden Unterschiede lassen sich mit dem Wirken des Zufalls allein nicht erklären.“
Demgegenüber steht die Edition für Schweizer, die separat produziert wird und optisch unterscheidbar ist. Hier sind die 2,36 Millionen registrierten Sticker gleichmäßig häufig vorhanden.
Es konnte allerdings statistisch und mathematisch nachgewiesen werden, dass die Sammelbilder nicht zufällig auf die Päckchen verteilt werden. Dies liegt an dem speziellen Herstellungsprozess mit der Verpackungsmaschine Fifimatic, bei dem nicht ausreichend gemischt wird. Dies stellt allerdings keinen Betrug dar, sondern sogar einen Vorteil für den Sammler, da in Großhandelspackungen, sog. Displays, wesentlich weniger Doppelte vorkommen als bei zufälliger Mischung.
Die Anzahl der Bilder kann von Jahr zu Jahr unterschiedlich sein. Für die WM 2018 in Russland wurden 682 verschiedene Bilder, inklusive 50 Spezialsticker, angeboten.

## Comics und Verlagswesen

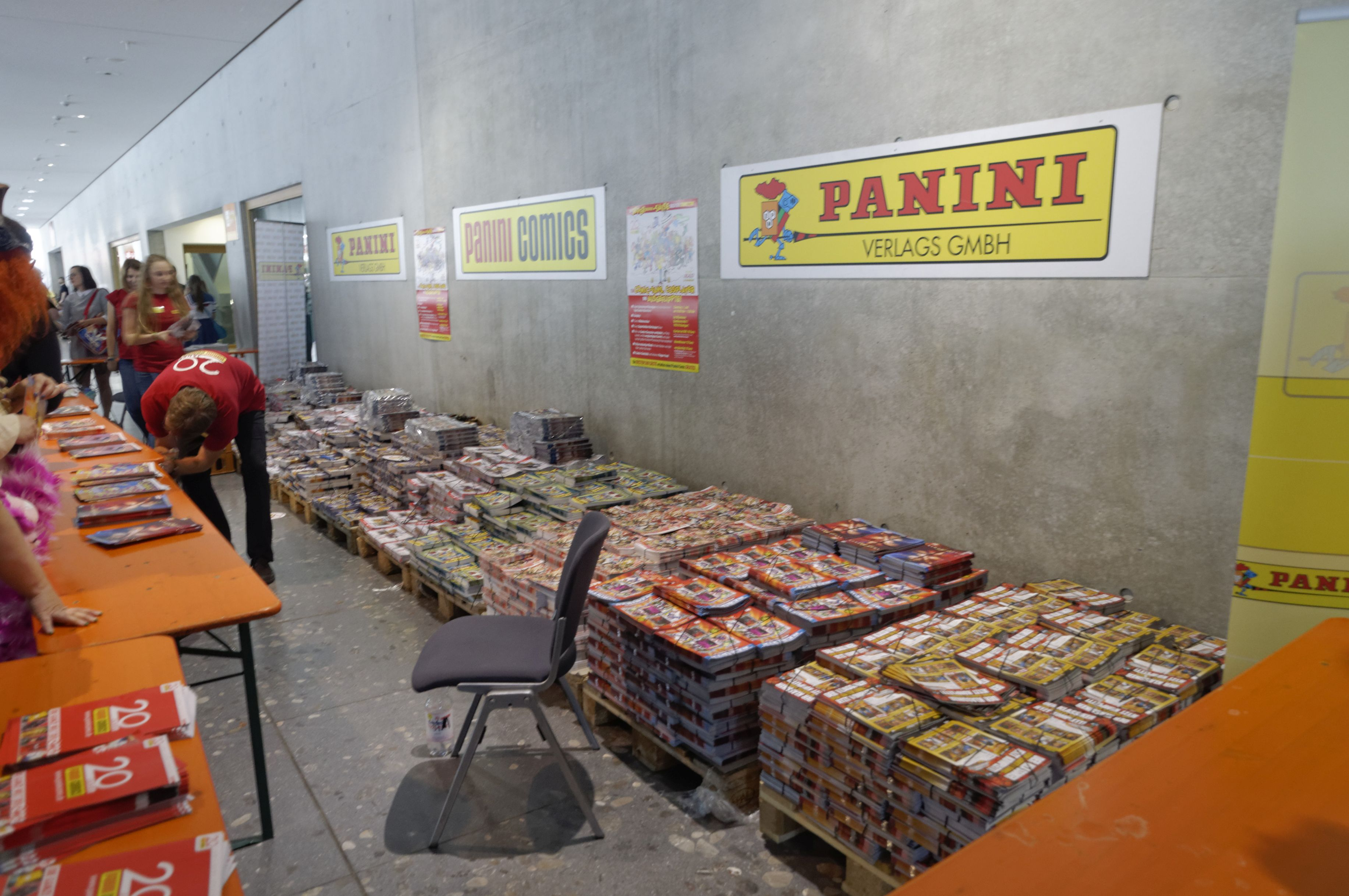
Auf der Comic Con Germany in Stuttgart 2017 werden Comics verschenkt

Der Comic- und Verlags-Bereich stellt die zweitwichtigste Geschäftssparte von Panini dar und ging aus der 1994 gegründeten Marvel Italia hervor. Sie umfasst heute unter verschiedenen Labels zahlreiche unter Lizenz vertriebene Comic-, Superhelden- und Manga-Serien wie Batman, Hulk, Spider-Man, Wolverine und X-Men, aber auch Romane, Jugendbücher, Magazine, Kalender und Spielfiguren. Insgesamt gibt Panini in Europa und in Brasilien jährlich über 4000 Comics, Magazine und Bücher heraus.

## Panini Verlag in Deutschland

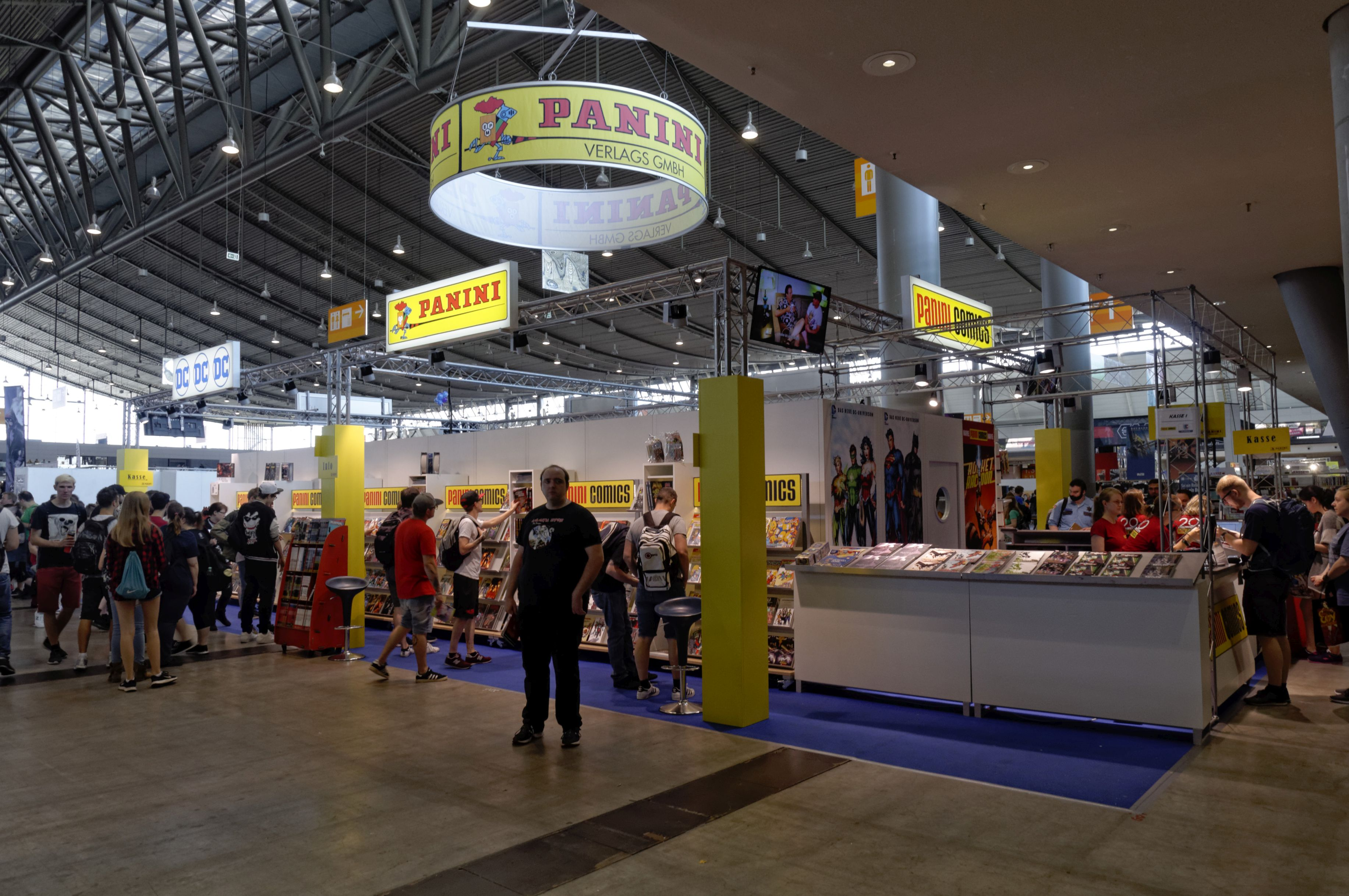
Paninistand auf der Comic Con Germany 2018

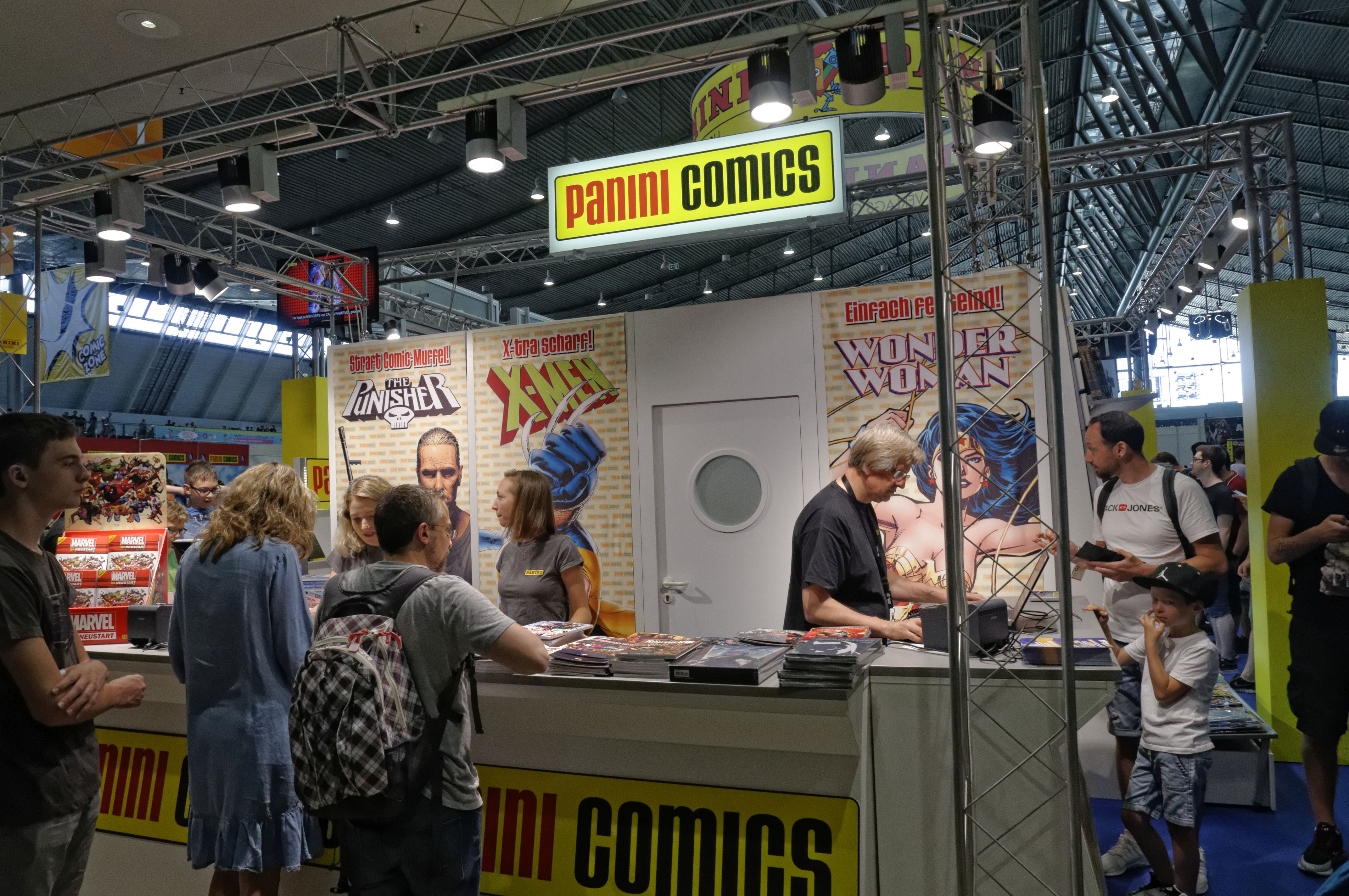
Der Paninistand auf der Comic Con Germany 2019

In Deutschland ist Panini seit 1974 vertreten. Zunächst in München ansässig, wurde der Sitz der deutschen Tochtergesellschaft 1993 nach Nettetal verlegt. Gleichzeitig wurden die österreichische und die niederländische Niederlassung mit eingegliedert.
Auf dem deutschen Markt vertreibt Panini die auch in anderen Ländern vertriebenen Produkte wie Sammelalben zu Fußball-Weltmeisterschaften und -Europameisterschaft, Comics, Magazine und Jugendbücher. Bis 2008 gab Panini in Deutschland zudem auch ein Sammelalbum der Fußball-Bundesliga heraus. Dieses wurde erstmals 1979 in Kooperation mit dem Bergmann Verlag herausgegeben. Im März 2008 verlor Panini jedoch die Lizenz für die deutsche Bundesliga bis 2012 (drei Jahre ab Saison 2009/2010) an den amerikanischen Konkurrenten Topps. Durch eine Einigung mit dem Konkurrenten wurde in der Saison 2008/2009 ein letztes Bundesliga-Stickeralbum herausgebracht.
2003 wurde die in Stuttgart ansässige Dino Entertainment übernommen, welcher als zweiter deutscher Panini-Standort betrieben wurde. Damit stieg Panini zu einem der drei Marktführer im deutschen Comicmarkt sowie zum zweitgrößten Jugendbuchverlag in Europa auf. Das deutsche Tochterunternehmen veröffentlichte Bücher, Comics, Magazine und Sticker-Kollektionen. Zudem wurden lange Jahre auch DVDs und Kalender veröffentlicht.
Von September 2008 bis 2010 veröffentlichte Panini mit consolPlus (Konsolenspiele) und GamersPlus (PC-Titel) zwei Magazine aus dem Bereich Computerspielejournalismus. 
Im August 2010 kündigte Panini an, den Sitz seiner Deutschland-Tochter von Nettetal nach Stuttgart zu verlegen. Im September wurde zusätzlich beschlossen, den Hauptsitz von Panini in die Rotebühlstraße nach Stuttgart zu verlegen. Dort sind rund 70 Mitarbeiter beschäftigt. Am neuen Stammsitz war Panini bereits seit 2003 mit den Produktbereichen Magazine (für Mädchen, Frauen und Jungs), Comics/Mangas, Büchern sowie Produktion und Vertrieb vertreten.
Der Verband LIMA hatte Panini 2011 bereits zum vierten Mal mit dem Titel Lizenznehmer des Jahres ausgezeichnet. Zu den Bereichen Kids, Boys und Girls kam Anfang 2013 Women hinzu, der mit den Titeln sensa und LandKind gestartet ist.
Im März 2015 erschien mit „Mein Papst“ kurzzeitig ein monatliches Fanmagazin zu Papst Franziskus – eine Adaption der italienischen Monatsillustrierten „Il mio Papa“.

## Label
Panini vertreibt und vertrieb seine verschiedenen Titel (hauptsächlich US-amerikanische Comics) im deutschsprachigen Raum unter eigenen Labels, wobei die Serien teils in unterschiedlichen Labels eingeordnet wurden:
- Bongo Comics – Comics zu Futurama und Simpsons
- DC – Comics wie Wonder Woman, Batman, Superman und Justice League
- Dino (eingestellt) – MAD, Simpsons Comics und Star Wars
- Generation Comics (2003 eingestellt) – Comics wie Darkchylde, Warlands und Painkiller Jane
- Graphic Novels – Comics wie Horst
- Marvel (ehem. Marvel Deutschland) – Comics wie Spider-Man, X-Men und Die Rächer
- Panini Books – Romane zu Filmen und Videospielen wie Final Fantasy, Halo, Resident Evil, Five Nights at Freddy's und Star Wars
- Panini Video – japanische Anime und andere Trickfilme
- Panini Manga – japanische Manga
- Planet Manhwa – südkoreanische Manhwas
- Planet Shōjo – japanische Shōjo-Manga
- Sci-Fi/Horror/Fantasy – Comics wie Conan, Spawn und World of Warcraft
- Star Wars – Comics zu Star Wars
- Vertigo – Comics wie Preacher und Sandman
- Virgin Comics (eingestellt) – Comics wie 7 Brothers und Gamekeeper
- WildStorm (eingestellt) – Comics wie The Authority und Ex Machina